# Нечипоренко, Степан Игнатьевич
 Степан Игнатьевич Нечипоренко (27.12.1902 — 06.03.1984) — советский военачальник, военный лётчик, командир авиадивизий во время Великой Отечественной войны, генерал-майор авиации (13.04.1944).

## Биография
Степан Игнатьевич родился в деревне Лепняки Переяславского уезда Полтавской губернии. Украинец.
В Красной Армии с августа 1922 года. Добровольно поступил на 15-е пехотные курсы Украинского военного округа в Киеве. После их расформирования был зачислен курсантом в Киевскую авиашколу летчиков. В сентябре 1924 года эта школа была объединена с Егорьевской и переведён в Ленинград. В 1924 году окончил Военно-теоретическую школу ВВС РККА в Ленинграде, затем 2-ю военную школу лётчиков имени Осоавиахима СССР в Борисоглебске в 1926 году и Высшие авиационные курсы усовершенствования в Липецке в 1938 году.
По окончании Борисоглебской школы с сентября 1926 года проходил службу в ВВС Белорусского военного округа в Витебске во 2-й легкобомбардировочной эскадрилье. В апреле 1928 года переведён в Одессу в 8-й авиаотряд Украинского военного округа. После расформирования отряда оставлен в Одесской школе пилотов инструктором. Проходил службу на летных должностях в Северо-Кавказском и Московском военных округах. Член ВКП(б) с 1931 года. С ноября 1938 года — командир 10-го бомбардировочного полка в Красногвардейске ВВС Ленинградского военного округа.
В ходе советско-финляндской войны полк в составе 68-й скоростной авиабригады наносил удары по укрепленным районам финских войск Кархула, Сумма, Ильвес. Лично выполнил 41 боевой вылет. Был награждён орденом Красного Знамени. Полк также награждён орденом Красного Знамени.
С началом Великой Отечественной войны продолжал командовать этим полком на Северном, а с августа 1941 года — Ленинградском фронтах. С августа 1941 года — командир 41-й смешанной авиадивизии, которая вела боевые действия в составе ВВС Ленинградского и Северо-Западного фронтов. Дивизия действовала севернее Ленинграда, нанося удары по начавшим наступление финским войскам. После первой декады августа вновь воевала южнее Ленинграда, бомбила войска неприятеля в районе Сабска, Вязок, Ганьково. Уже к 12 августа 1941 года в полках дивизии осталось всего по 3 — 4 самолёта СБ, фактически была небоеспособна и в начале сентября 1941 года отведена в резерв.
С февраля 1942 года назначен заместителем командующего ВВС 34-й армии Северо-Западного фронта, с мая — заместитель командира 242-й ночной бомбардировочной авиадивизии ВВС этого же фронта. Участвовал в Торопецко-Холмской и Демянской наступательных операциях.
В ноябре 1942 года полковник Нечипоренко назначен командиром 202-й бомбардировочной авиадивизии в составе 3-го смешанного авиакорпуса 17-й воздушной армии Юго-Западного фронта. В декабре 1942 — январе 1943 годов дивизия выполняла боевые задачи по обеспечению наступательной операции 6-й армии Воронежского фронта и 1-й гвардейской армии Юго-Западного фронта, уничтожала войска и технику противника в районе среднего течения Дона. Кроме того её части наносили бомбовые удары по железнодорожным составам на станциях Валуйки, Россошь, Мальчевская, Чеботовка, Купянск (узловая), Миллерово и Лихая, по аэродрому Старобельск, колоннам пехоты и танков на дорогах Старобельск — Ново-Псков, Миллерово — Верхний Таловый, а также вели воздушную разведку в направлении Днепропетровска. В конце февраля-марте дивизия поддерживала наземные войска в ходе оборонительных боёв на харьковском направлении. С августа вела боевые действия на Воронежском фронте, действовала на Томаровском направлении. За успешную боевую работу на Юго-Западном фронте дивизии было присвоено наименование «Среднедонская». В последующем её части участвовали в освобождении Левобережной Украины, битве за Днепр, в Киевских наступательной и оборонительной операциях, в боях на львовском направлении в районе Корсунь-Шевченсковский.
В октябре 1944 года генерал-майор авиации Нечипоренко назначен командиром 276-й бомбардировочной авиадивизии, которая участвовала в Мемельской, Восточно-Прусской (Браунсбергской) наступательной операциях, в разгроме кёнигсбергской группировки противника. За участие в Браунсбергской наступательной операции генерал-майору авиации Нечипоренко Степану Игнатьевичу объявлена благодарность Верховного Главнокомандующего. Всего за годы войны генерал-майор авиации Нечипоренко совершил 27 боевых вылетов.
После войны продолжал командовать дивизией в составе 13-й воздушной армии Ленинградского военного округа в Гатчине. С июня 1946 года находился на длительном лечении в госпитале. С февраля 1952 года в отставке по болезни.

## Награды
- Орден Красного Знамени;
- Орден Красного Знамени;
- Орден Красного Знамени;
- Орден Красного Знамени;
- Орден Суворова 2 степени;
- Орден Кутузова 2 степени;
- Орден Красной Звезды;
- Медаль «За победу над Германией в Великой Отечественной войне 1941—1945 гг.»
- Медали